# جيمي ماكول (لاعب كرة قدم)
جيمي ماكول (بالإنجليزية: Jimmy McColl)‏ (1924 بإسكتلندا في المملكة المتحدة - 8 أغسطس 2013) هو مدرب كرة قدم ولاعب كرة قدم إسكتلندي في مركز الدفاع، شارك في الألعاب الأولمبية الصيفية 1948. وشارك مع منتخب المملكة المتحدة الوطني لكرة القدم. أما مع النوادي، فقد لعب مع كوين أوف ساوث ونادي فالكيرك ونادي كاودينبيث لكرة القدم ونادي كوينز بارك.

## وصلات خارجية
- جيمي ماكول (لاعب كرة قدم) على موقع الاتحاد الدولي (مؤرشف)  (الإنجليزية)
- جيمي ماكول (لاعب كرة قدم) على موقع أوليمبيديا (الإنجليزية)
- جيمي ماكول (لاعب كرة قدم) على موقع اللجنة الأولمبية البريطانية (الإنجليزية)